# Syntomacris
Syntomacris is een geslacht van rechtvleugeligen uit de familie veldsprinkhanen (Acrididae). De wetenschappelijke naam van dit geslacht is voor het eerst geldig gepubliceerd in 1870 door Walker.

## Soorten
Het geslacht Syntomacris omvat de volgende soorten:
- Syntomacris affinis Giglio-Tos, 1898
- Syntomacris arboricola Descamps, 1977
- Syntomacris balachowskyi Descamps & Amédégnato, 1971
- Syntomacris erythrocera Günther, 1940
- Syntomacris flavomaculatus Günther, 1940
- Syntomacris guttulosa Descamps & Amédégnato, 1971
- Syntomacris nigripes Descamps, 1978
- Syntomacris tripunctata Rehn, 1916
- Syntomacris trivittata Giglio-Tos, 1898
- Syntomacris viridipes Descamps & Amédégnato, 1971
- Syntomacris viridis Descamps & Amédégnato, 1971
- Syntomacris vittipennis Walker, 1870